# Игнатов, Сергей Сергеевич
Сергей Сергеевич Игнатов (1887—1959) — советский театровед, литературовед и педагог. Автор театроведческих и литературоведческих работ, в частности капитального труда «История западноевропейского театра нового времени» (1940); ряд его трудов посвящены истории западноевропейского и русского театров.

## Биография
Родился 19 июня (1 июля по новому стилю) 1887 года в Нижнем Новгороде в семье железнодорожника.
В 1908 году окончил 3-ю Московскую гимназию и поступил в Московский университет на историко-филологический факультет, который окончил в 1913 году.
После Первой мировой войны и Октябрьской революции Игнатов работал заведующим литературной частью Московского камерного театра, писал статьи об актёрах и репертуаре этого театра. С 1921 года находился на педагогической работе: преподавал в театре им. Мейерхольда, а также в Московском институте истории, философии и литературы. С 1934 года работал в ГИТИСе (профессор с 1939 года).
Жил в Москве в Георгиевском переулке, 14; Бауманском переулке, 20; на Воронцовской улице, 24/6; в Староконюшенном переулке, 17. Умер 7 марта 1959 года в Москве. Похоронен на Новодевичьем кладбище.

## Сочинения
- Э. Т. А. Гоффман : Личность и творчество. — М., 1914. — [4], III, [1], 196 с., 1 л. портр.
- Испанский театр XVI—XVII веков. — Москва ; Ленинград : Искусство, 1939 (Москва). — 152 с. : ил., портр.
- История западноевропейского театра нового времени : Утв. ВКВШ при СНК СССР в качестве учебника для театрал. ин-тов. — Москва ; Ленинград : Искусство, 1940 (Москва). — 420 с. : ил., портр.